# Lepidophyma mayae
Lepidophyma mayae är en ödleart som beskrevs av Bezy 1973. Lepidophyma mayae ingår i släktet Lepidophyma och familjen nattödlor. Inga underarter finns listade i Catalogue of Life. Artepitetet i det vetenskapliga namnet syftar på Mayafolket.
Arten förekommer i södra Mexiko, Guatemala, Belize och Honduras. Honor lägger inte ägg utan föder levande ungar. Ödlan lever i kulliga områden mellan 100 och 800 meter över havet. Den vistas i regnskogar och i andra fuktiga skogar.
Beståndet hotas av skogarnas omvandling till jordbruksmark. Några exemplar fångas illegalt och säljs som terrariedjur. IUCN listar arten som nära hotad (NT).